# Сагредо, Хосе
Хосе Мануэль Сагредо Чавес (исп. José Manuel Sagredo Chávez; род. 10 марта 1994, Санта-Крус-де-ла-Сьерра) — боливийский футболист, защитник клуба «Боливар» и сборной Боливии.

## Клубная карьера
Сагредо — воспитанник клуба «Блуминг». 9 апреля 2012 года в матче против «Боливара» он дебютировал в боливийской Примере. 20 декабря 2013 года в поединке против «Ауроры» Хосе забил свой первый гол за «Блуминг». В 2014 году Сагредо на правах аренды два сезона отыграл за Дестройерс. 
В 2019 году Сагредо перешёл в «Стронгест». 3 февраля в матче против «Ориенте Петролеро» он дебютировал за новый клуб. 22 декабря в поединке против «Реал Потоси» Хосе забил свой первый гол за «Стронгест». 
В начале 2022 года Сагредо перешёл в «Боливар». 6 февраля в матче против своего бывшего клуба «Блуминг» он дебютировал за новую команду. 27 февраля в поединке против «Олвейс Реди» Хосе забил свой первый гол за «Боливар». В том же году игрок помог клубу выиграть чемпионат. 

## Международная карьера
В 2011 году Сагредо в составе юношеской сборной Боливии принял участие в юношеском чемпионате Южной Америки в Эквадоре. На турнире он сыграл в матчах против команд Эквадора, Уругвая, Перу и Аргентины.
23 марта 2017 года в отборочном матче чемпионата мира 2018 против сборной Колумбии Сагредо дебютировал за сборную Боливии. 
В 2021 году Сагредо принял участие в Кубке Америки в Бразилии. На турнире он принял участие в матчах против сборных Парагвая и Аргентины.
22 марта 2024 года в товарищеском матче против сборной Алжира Сагредо забил свой первый гол за национальную команду.

### Голы за сборную Боливии
| #   | Дата          | Место                                        | Противник | Счёт | Результат | Соревнование      |
| --- | ------------- | -------------------------------------------- | --------- | ---- | --------- | ----------------- |
| 01. | 22 марта 2024 | Стадион имени Нельсона Манделы, Алжир, Алжир | Алжир     | 1:2  | 3:2       | Товарищеский матч |